# Brian the Sun
Brian the Sun（ブライアンザサン）是日本的4人搖滾樂團。

## 成員
- 森良太（もり りょうた，1990年5月2日（34歲） - ）負責主唱、吉他以及樂團全部歌曲的填詞、作曲。
血型是AB型。其演出時多穿黑色的修身褲和紮染樣色的T恤。被支持者問及「自己在樂團中所屬的顏色是什麼？」時，他的回答也是紮染。
家中總共飼養1隻狗和2隻貓。其中1隻貓的名字是「湯姆」，取名靈感來自「湯姆·約克」。
幼稚園至小學6年級都有加入合唱團，當時有學鋼琴，但沒有看樂譜而是用耳朵聽聲音然後直接彈奏。
他從13歲時開始學吉他。中學時代以街頭藝人身分在街上演唱[1]。
- 白山治輝（しろやま はるき，1991年2月26日（34歲） - ）負責貝斯及和聲。
身高163cm，血型是O型。據他本人所說以前他的視力有2.0。四人家庭的長子，有1個妹妹。母親是偶像團體「嵐」的支持者。穿著特徵是OBEY帽子。
身邊的人都知道他是偶像迷，在Tower Records的Hoop店中會對AKB48等偶像的新曲CD寫下自己的感想[2]。曾經說過將來也想嘗試像淳君一樣進行音樂製作。喜歡的乃木坂46的成員是伊藤萬理華，喜歡的NMB48成員是門脇佳奈子。
曾經以DJ身分在活動中出演。將來的目標是成為可以Rap的多才藝人。
- 小川真司（おがわ しんじ，1990年9月19日（34歲） - ）負責吉他及和聲。
身高175cm，血型是A型。兄弟三人中年齡最小。右撇子。
樂團中第二代吉他手。2007年當時樂團的吉他手以學業為由退出，及後在Live House中互相認識的小川加入樂團。沒有正式學過吉他，本人曾說過「學生時代持有吉他但完全不會彈」[3]。
雖然本人否認，但他是個重度吸煙者，吸的煙是hi-lite品牌。曾因急性扁桃腺炎入院而開始禁煙，但因為周圍的人說「與其令情緒變得急躁不如不要禁煙比較好」，所以在第13日捨棄禁煙。
對自己的敘述是「神經質」、「潔癖」、「怕麻煩」、「情緒化」。
受THEE MICHELLE GUN ELEPHANT的アベフトシ、Red Hot Chili Peppers的John Frusciante、吉他手Larry Carlton及Lee Ritenour等人影響。
- 田中駿汰（たなか しゅんた，1991年11月28日（33歲） - ）負責鼓及和聲。
血型是B型，樂團中年齡最小。在閃光RIOT活動中與樂團認識為緣由，在2010年開始作為輔助鼓手加入Brian the Sun，並在2011年正式加入。
小學時代的音樂老師把鼓組放在音樂室是他與爵士鼓的邂逅。中學與高中在吹奏樂社團中擔任鼓手。
目前是獨自居住。家中有1隻西施狗，名字是「SORA（ソラ）」[4]。

## 經歷
以森良太和白山治輝為中心在大阪結隊。樂團名是由白山治輝提出。
８月：在「閃光RIOT」出演，大約5000組參加者中取得亞軍。
１１月：參加「閃光ライオット2008」合輯。因成員應考而暫停活動。
３月：恢復活動。舉辦復活活動「閃光花火vol.1」。
７月：東名阪巡迴演出。
１０月：出演「MINAMI WHEEL09」。
１月：鎌田（Dr.）松倉（Gt.）退出。現任成員小川真司（Gt.）、前成員森下亞美（Dr.）加入。
２月：全國巡迴演出。
３月：第2回「蒼き賞の番組」的主題曲「Naked Blue」在Tokyo FM的電話鈴聲排行中連續5週取得第1位。
４月：在菲律賓馬尼拉的「A*FEST」上出演。
７月：森下亞美（Dr.）退出。池田ゆかり作為輔助貝斯暫時性加入，白山（Ba.）暫時擔任鼓手。
８月：出演「どロック!」。
１１月：出演「MINAMI WHEEL10」。在天王寺Fireloop舉行了初次單獨演唱會。
４月：現任成員田中駿汰（Dr.）正式加入。舉行全國巡迴演出。
７月：出演「見放題2011」。
１０月９日：出演BURNOUT SYNDROMES「新世界方面ツアー」的FINAL。
７月：首張全國流通單曲「Sister」發行。在KONAMI公司的音樂模擬遊戲jubeat plus中，“Brian the Sun”PACK登場。出演「見放題2012」。
７月５日：出演「平成2年の会」。
８月：在大阪、東京舉行單獨演唱會。
９月１５日：出演「Yuya Tsuji Presents ETERNAL ROCK CITY.2012」。
１０月１４日：出演「MINAMI WHEEL12」。
１１月４日：出演「5th Anniversary 閃光ライオット2012 感謝祭!!」。
３月：2nd單曲「Baked Plum Cake」發行。舉辦Baked Plum Cake巡迴。
４月２０日：出演「宇宙フェス」。
６月：1st完整專輯「NON SUGAR」發行。在大阪福島2ndLINE舉辦單獨演唱會「NON SUGAR」。與樂團KANA-BOON舉辦二團共同演唱會「激ブライアンカナブンブン丸」。
６月９日：出演「SAKAE SP-RING 2013」。
７月：在ZIP-FM電台的「FIND OUT」節目中每週星期一24:30負責「NON SUGAR RADIO」廣播。
８月９日：出演「TREASURE05X 2013 10th Anniversary」。
１０月：舉辦「NON SUGARツアー (中譯：NON SUGAR巡迴演出)」。
１０月１２日：出演「MINAMI WHEEL 2013」。
１０月２０日：出演樂團「みそっかす」的3rd專輯的發行巡迴演出「みそパニッククーデター」。
１０月２１日：同１０月２０日
１１月９日：出演「THEラブ人間 presents『下北沢にて '13』」。
１２月２８日：出演於樂團「Qaijff」的6個月連續企劃之「『for the future 0412』vol.6」。
１２月２９日：出演年末的Rock Festival「RADIO CRAZY」」。2014年3月發表出售迷你專輯。
２月２５日：出演「『音速ライン』×『LOFT』新宿5DAYS」。
３月４日：出演「異音サプライズ vol.5」。
３月２３日：出演「OTOEMON FESTA 2014」。
４月５日：出演「Yuya Tsuji Presents ETERNAL ROCK CITY.2014」。
４月１２日：舉辦單獨演唱會「彼女はゼロフィリア」作紀念發售活動。
４月１３日：同４月１２日
４月１９日：同４月１２日
５月３日：出演「OTOSATA Rock Festival 2014」。
５月９日：出演「BURNOUT FAIR in NAGOYA」。
５月１５日：出演「GLICO LIVE NEXT」。
５月２４日：出演「FM NORTH WAVE & WESS presents IMPACT!VI(Powered By Radio WE!)」。
６月４日：出演紀念發售活動「ココロオークション presents 「七色のダイス」」。
６月７日：出演「SAKAE SP-RING 2014」。
６月１７日：出演「スペースシャワー列伝～第九十八巻～快翔（かいしょう）の宴」。
７月４日：出演「phonon presents "拝啓 この唄を書いたあなたへ" release event ～Frothy Days～」。
７月１０日：出演「VINTAGE LEAGUE TOUR 2014」。
７月１９日：同７月１０日
８月４日：出演「SHELTER presents BATTLE 60×60～真夏のライブ合戦2014～」。
８月８日：出演「onion night!Weekly Jack!2014×梅田シャングリラ9周年祭」。
８月２２日：出演「ROCK KIDS 802 ラジ友夏祭り ～THE MUSIC CAMP 2014～」。
８月２３日：出演「TREASURE05X 2014 ～the beginning of starlight～」。
９月３日：出演共同活動「SHINJUKU LOFT PRESENTS『ENDSCAPE vol.1』x ircle 1st full album release tour『i しかないのか？』」。
９月７日：出演「真摯指針-バーミーフェスSENDAI」。
９月１０日：出演「ぼくらのウォーゲーム　supported by SEMTH」。
１０月１２日：出演「MINAMI WHEEL 2014」。
１０月１８日：出演「bobupvol.16　 bobup3周年SPECIAL!」。
１０月１９日：出演「EROFES-Extra-」。
１０月２４日：出演「JIJI RECORDS presents『秒速タイムライン vol.1』」。
１１月１日：出演「大阪産業大学学園祭」。
１１月３日：出演「大阪芸術大学学園祭」。
１１月〜：舉辦「"Brian the 燦々" Tour 2014-2015」，活動在11月14日始於神戸VARIT。
１１月２０日：出演「『ヘッドフォンミュージック』リリース記念自主企画名古屋編 〜ヘッドホンちゃうよ、ヘッドフォンやで〜」。
１１月２４日：出演「北陸三県大学軽音サークルバンドバトル ROCK F.I.T.2014」。
１１月２８日：出演「スペースシャワー列伝 - 第124巻 みんなの宴」。
１２月１０日：出演「グッドモーニングアメリカ" inトーキョーシティーツアー2014-2015" ＠水戸LIGHT HOUSE」。
１月１６日：出演「コンテンポラリーな生活 レコ発ツアー『ヘドが出る前に』」。
２月〜：出演スペースシャワー列伝 JAPAN TOUR 2015，始於福岡DRUM Be-1。
３月１４日：出演「HAPPY JACK 2015」。
３月２１日：出演「FX2015」。
３月２２日：出演「SANUKI ROCK COLOSSEUM 2015」。
４月５日：出演「Talking Rock! presents『ニューロック計画!2015』」。
４月１１日：出演「haruberrylive 2015」。
５月３日：出演「VIVA LA ROCK 2015」。
５月４日：出演「ミソフェス2015」。
５月１６日：出演「HEADPHONE CONNECTION 2015」。
５月３０日：出演「hoshioto'15」。
６月７日：出演「SAKAE SP-RING 2015」。
６月２７日：出演「OTOSATA Rock Festival 2015」。
６月２８日：出演「FREEDOM NAGOYA 2015」。
７月４日：出演「見放題2015」。
８月２３日：出演「TREASURE05X」。
８月２６日：出演「SOUND SHOCK 2015」。
９月２１日：出演「フリ放題2015」。
９月２３日：出演「KANSAI LOVERS 2015」。
１０月３日：出演「MEGA★ROCKS 2015」。
１０月１２日：出演「MINAMI WHEEL 2015」。
１０月１７日：出演「ETERNAL ROCK CITY.2015」。
１０月２４日：出演「BOROFESTA 2015」。
１１月２２日：出演「音エモンpresents 『LIVE BURGER vol.12 -大阪編-』」。
１１月〜："マタタビ ツアー 2015→2015"，在11/25始於渋谷 TSUTAYA O-EAST。
１１月２８日：出演「タワーレコード神戸店presents『神戸心中』 supported by onion night!」。
１月：發表從Epic Records Japan正式出道。
１月１０日：出演「ミソフェス2016」。
２月１８日：出演「MUSIC GOLD RUSH FEST Vol.01」。
３月１９日：出演「HAPPY JACK 2016」。
３月２０日：出演「F-X 2016」。
３月２１日：出演「SANUKI ROCK COLOSSEUM 2016」。
４月２日：出演「YON FES 2016」。

## 商業合作
| 年份 | 標題                 | 合作處                                                     |
| ---- | -------------------- | ---------------------------------------------------------- |
| 2015 | Absolute Zero        | 電影「Happy Landing」主題歌                                |
| 2015 | シュレディンガーの猫 | 朝日電視台電視網的音樂節目「musicる TV」11月份主題曲       |
| 2016 | HEROES               | MBS・TBS電視網的電視動畫「我的英雄學院」片尾曲             |
| 2016 | Maybe                | 獨立電視台動畫「天真與閃電」片尾曲                         |
| 2016 | パトスとエートス     | TBS電視網電視節目「スーパーサッカー」12月・2017年1月片尾曲 |
| 2017 | Sunny side up        | 電視動畫「兄に付ける薬はない！-快把我哥帯走-」主題歌       |
| 2017 | ねこの居る風景       | 電視動畫「貓貓日本史」片尾曲                               |
| 2017 | 隼                   | TBS電視網電視節目「ランク王国」8月・9月片尾曲              |
| 2017 | カフネ               | NHK綜合頻道電視動畫「3月的獅子」第2期片尾曲                |
| 2018 | boys                 | Amazon原創劇集「紺田照の合法レシピ」主題曲                 |
| 2018 | Winter Train         | TBS電視網電視節目「王様のブランチ」2月份片尾曲             |
| 2018 | ポラリス             | 電視動畫「貓貓日本史」主題曲                               |

## MV
| 導演     | 曲名                                                                                               |
| -------- | -------------------------------------------------------------------------------------------------- |
| 番場秀一 | 「パトスとエートス」（页面存档备份，存于）「しゅがーでいず」（页面存档备份，存于）                 |
| 松村祐治 | 「Maybe」（页面存档备份，存于）                                                                    |
| bait     | 「HEROES」（页面存档备份，存于）「神曲（页面存档备份，存于）」                                     |
| 木本健太 | 「シュレディンガーの猫（页面存档备份，存于）」                                                     |
| 齋藤渉   | 「ロックンロールポップギャング（页面存档备份，存于）」「彼女はゼロフィリア（页面存档备份，存于）」 |
| 丸茂哲夫 | 「Suitability（页面存档备份，存于）」「キャラメルパンケーキ（页面存档备份，存于）」                |
| 安田瑛己 | 「Baked Plum Cake（页面存档备份，存于）」「Sister（页面存档备份，存于）」                          |

## 外部連結
- Brian the Sun Official Website（页面存档备份，存于） （日語）
- 2歩進んで3歩下がって6歩進む（页面存档备份，存于） （日語）
- お足元がお悪い中どうも Kill yourアイドル編（页面存档备份，存于） （日語）
- メルカトル図法ってなんだっけ。（页面存档备份，存于） （日語）
- Shuntaのブログ（页面存档备份，存于） （日語）
- Brian the Sun的X（前Twitter）
- 森良太的X（前Twitter）
- 白山治輝的X（前Twitter）
- 小川真司的X（前Twitter）
- 田中駿汰的X（前Twitter）

### 訪談
- Skream!（页面存档备份，存于）(2015年11月) （日語）
- Skream!（页面存档备份，存于）(2014年12月) （日語）
- JUNGLELIFE（页面存档备份，存于）(2014年12月) （日語）
- ナタリー（页面存档备份，存于）(2014年11月) （日語）
- Skream!（页面存档备份，存于）(2014年3月) （日語）
- KIJIMA SEMINAR（页面存档备份，存于）(2014年2月) （日語）
- Rooftop(Brian the Sun×KANA-BOON)（页面存档备份，存于）(2013年5月) （日語）
- Rooftop（页面存档备份，存于）(2013年3月) （日語）
- JUNGLELIFE（页面存档备份，存于）(2013年) （日語）
- Rooftop（页面存档备份，存于）(2012年6月) （日語）
- Fireloop Magazine（页面存档备份，存于）(2011年8月) （日語）
- Fireloop Magazine（页面存档备份，存于）(2010年11月) （日語）